# Prazon
Prazon (hebrejsky פְּרָזוֹן, anglicky též Perazon) je vesnice typu mošav v Izraeli v bloku vesnic Ta'anach, v Severním distriktu, v Oblastní radě Gilboa.

## Geografie
Leží v jihovýchodní části zemědělsky intenzivně obdělávaného Jizre'elského údolí nadaleko od okraje pohoří Gilboa, v nadmořské výšce 75 metrů. Západně od vesnice prochází vádí Nachal Gilboa.
Vesnice je situována 30 kilometrů jihozápadně od Galilejského jezera a 25 kilometrů západně od řeky Jordánu, cca 7 kilometrů jižně od města Afula, cca 72 kilometrů severovýchodně od centra Tel Avivu a cca 40 kilometrů jihovýchodně od centra Haify. Prazon obývají Židé, přičemž osídlení v tomto regionu je ryze židovské. Výjimkou jsou vesnice Sandala a Mukejbla cca 3 kilometry jižním směrem, které obývají izraelští Arabové.
Mošav leží 4 kilometry severně od Zelené linie, která odděluje Izrael od okupovaného Západního břehu Jordánu. Od Západního břehu Jordánu byla tato oblast počátkem 21. století oddělena izraelskou bezpečnostní bariérou.
Prazon je na dopravní síť napojen pomocí severojižního tahu dálnice číslo 60 a východozápadního tahu lokální silnice číslo 675.

## Dějiny
Prazon byl založen v roce 1953 jako součást bloku plánovitě zřizovaných zemědělských vesnic Ta'anach – חבל תענך (Chevel Ta'anach). Tento blok sestává ze tří takřka identicky rozvržených shluků zemědělských vesnic, které jsou vždy seskupeny po třech s tím, že v jejich geografickém středu se nachází malá čtvrtá vesnice, jež plní střediskové funkce. Prazon leží v nejvýchodnější z těchto tří skupin, společně s vesnicemi Mejtav a Avital a střediskovou obcí Merkaz Ja'el.
Prvními obyvateli mošavu Prazon byli židovští přistěhovalci z Íránu a Kurdistánu, kteří do té doby sídlili v přistěhovaleckém táboře Ma'abarat Mansi (במעברת מנסי) poblíž Megida. Šlo o druhou z vesnic založených v bloku Ta'anach a její pracovní název zněl Ta'anach Bet ('תענך ב). Po první dva roky žili osadnící v provizorních příbytcích, než začala výstavba zděných domů.
Během ekonomických potíží v 80. letech 20. století byly rozpuštěny kolektivní rysy hospodaření mošavu. Ekonomika obce je nyní zčásti založena na zemědělství (60 farem), část lidí dojíždí za prací mimo Prazon. Předškolní péče o děti a základní škola je v střediskové obci Merkaz Ja'el. V mošavu funguje zdravotní středisko, obchod, synagoga a mikve.

## Demografie
Obyvatelstvo mošavu Prazon je smíšené, tedy sekulární i nábožensky založené. Podle údajů z roku 2014 tvořili naprostou většinu obyvatel v Prazon Židé (včetně statistické kategorie "ostatní", která zahrnuje nearabské obyvatele židovského původu ale bez formální příslušnosti k židovskému náboženství).
Jde o menší sídlo vesnického typu s dlouhodobě stagnující populací. K 31. prosinci 2014 zde žilo 312 lidí. Během roku 2014 populace klesla o 1,6 %.
| Rok            | 1961 | 1972 | 1983 | 1995 | 2001 | 2003 | 2004 | 2005 | 2006 | 2007 | 2008 | 2009 | 2010 | 2011 | 2012 | 2013 | 2014 |
| -------------- | ---- | ---- | ---- | ---- | ---- | ---- | ---- | ---- | ---- | ---- | ---- | ---- | ---- | ---- | ---- | ---- | ---- |
| Počet obyvatel | 427  | 499  | 408  | 292  | 317  | 317  | 309  | 314  | 313  | 317  | 321  | 292  | 303  | 308  | 316  | 317  | 312  |